# ساکی راهب
ساکی راهب (نام علمی: Pithecia monachus) نام یک گونه از تیره لخت‌صورتان است.